# Bloch (herb szlachecki)
Bloch − polski herb szlachecki z nobilitacji.

## Opis herbu
W polu błękitnym nad srebrnym kołem kolejowym pół pierścienia srebrnego, z którego barku wychodzi srebrna strzała bez opierzenia.
W klejnocie nad hełmem w koronie trzy pióra strusie: białe między błękitnymi.
Labry błękitne, podbite srebrem.
Na wstędze pod tarczą dewiza: OMNIA LABORE.

## Najwcześniejsze wzmianki
Nadany 22 listopada 1883 Janowi Gotlibowi Bloch, rzeczywistemu radcy stanu, przez cesarza Aleksandra III.

## Herbowni
Herb ten był herbem własnym, toteż do jego używania uprawniony jest tylko jeden ród herbownych:
Bloch. Rodzina o tym samym nazwisku używała herbu Ogończyk. Zwraca uwagę identyczność głównych godeł obu herbów.